# Prêmio March of Dimes de Biologia do Desenvolvimento
O Prêmio March of Dimes de Biologia do Desenvolvimento (em inglês:  March of Dimes Prize in Developmental Biology) é concedido anualmente pela March of Dimes. É dotado com US$ 250.000, "a um pesquisador cujas conquistas nos levarão a um dia no qual todas as crianças vão nascer com saúde." Inclui ainda uma medalha na forma de um centavo de Roosevelt (que fundou a March of Dimes).

## Laureados[1]
- 1996 Beatrice Mintz e Ralph Lawrence Brinster
- 1997 Walter Gehring e David Swenson Hogness
- 1998 Davor Solter
- 1999 Martin Evans e Richard Lavenham Gardner
- 2000 Robert Horvitz
- 2001 Corey Goodman e Thomas Jessell
- 2002 Seymour Benzer e Sydney Brenner
- 2003 Pierre Chambon e Ronald Mark Evans
- 2004 Mary Frances Lyon
- 2005 Mario Capecchi e Oliver Smithies
- 2006 Alexander Varshavsky
- 2007 Anne McLaren e Janet Rossant
- 2008 Philip Arden Beachy e Clifford James Tabin
- 2009 Kevin Peter Campbell e Louis Martens Kunkel
- 2010 Shinya Yamanaka
- 2011 Patricia Ann Jacobs e David Conrad Page
- 2012 Elaine Fuchs
- 2013 Eric Newell Olson [2]
- 2014 Huda Zoghbi[3]
- 2015 Rudolf Jaenisch
- 2016 Victor Ambros, Gary Ruvkun
- 2017 Charles David Allis
- 2018 Allan C. Spradling
- 2019 Myriam Hemberger
- 2020 Susan Fisher